# Alimentazione
L'alimentazione, in biologia, consiste nell'assunzione da parte dell'organismo, di alimenti indispensabili al suo metabolismo e alle sue funzioni vitali quotidiane prendendo in considerazione tutte le trasformazioni fisiche, chimiche e fisico-chimiche che i nutrienti assunti subiscono nel processo di digestione e/o assimilazione. Essa è considerata specifica degli organismi eterotrofi: una pianta non si alimenta, assume nutrienti.
In fisiologia l'alimentazione è distinta dalla nutrizione, un concetto considerato più ampio, che sottintende i processi metabolici di un organismo al fine di utilizzare quei principi nutritivi che ha assunto tramite l'alimentazione. Nonostante le distinzioni disciplinari, spesso, i termini alimentazione e nutrizione sono stati utilizzati come sinonimi in certe branche della medicina e nel linguaggio comune.
Si definisce "stato nutrizionale" il grado con cui sono soddisfatte le necessità fisiologiche di un individuo in relazione ai nutrienti introdotti con la dieta.

## Alimentazione animale

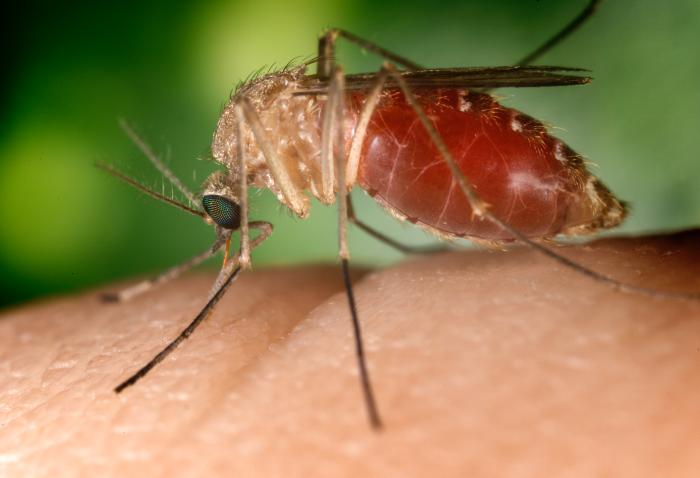
Zanzara (Culex sp), fotografata mentre si alimenta di sangue umano

Negli animali, fatta salva la disponibilità degli alimenti, la dieta assunta viene in gran parte determinata dalla percezione dell'appetibilità dei cibi. 

### Zootecnia
Uno degli elementi che hanno sviluppato la cultura dell'allevamento e successivamente la zootecnia è stato l'efficiente processo di trasformazione; per gli animali erbivori la conversione dei prodotti vegetali in proteine animali, per altre specie comunque, la trasformazione in prodotti più adatti allo scopo finale, per la maggior parte l'alimentazione umana.
Il coefficiente di digeribilità di un alimento, per l'animale allevato, attualmente considera l'efficienza dell'assimilazione espressa come la quantità di sostanza (secca) ingerita su quella emessa con le feci.

## Alimentazione umana

### Durante l'evoluzione
Durante l'evoluzione delle specie, gli ominidi hanno subito una variazione degli schemi alimentari dovuti ad una molteplicità di fattori. Dalla sua origine il genere umano è onnivoro, in grado di consumare una grande varietà di materiali vegetali e animali. Si rileva, addirittura che l'onnivorismo risale all'indietro nel tempo, accomunando panini e ominini a questa dieta, differenziandoli da altre linee evolutive. In questo senso, già dalle origini Homo è assimilato all'onnivorismo di scimpanzé e bonobo, e relativamente distante dal vegetarianismo degli oranghi. 
Durante diverse fasi del paleolitico le varie specie ominide impiegavano caccia, pesca e raccolta quali fonti primarie di cibo, alternando ai vegetali spontanei le proteine animali, e precedendo nella storia evolutiva il reperimento di tali proteine tramite comportamenti saprofagi (etologia largamente diffusa in H. habilis). Si è provato che il genere Homo abbia usato il fuoco sin dal tempo della predominanza dalla specie Homo erectus che del fuoco faceva documentato uso, probabilmente anche per preparare e cucinare cibo prima di consumarlo. Secondo Lewis Binford, il nutrirsi di carogne animali si è esteso a generi successivi all'habilis, coinvolgendo il cosiddetto Uomo di Pechino (H. erectus).
L'uso del fuoco è diventato comunque documentalmente regolare nelle specie H. sapiens e H. neanderthalensis. Si ipotizza, su basi scientifiche, che un motore evolutivo per H. erectus, il primo ominide documentalmente in grado di cuocere i cibi sia stato costituito dal ricavare, con la cottura, più calorie dalla dieta, diminuire le ore dedicate all'alimentazione superando le limitazioni metaboliche che negli altri primati non hanno permesso un'encefalizzazione e uno sviluppo neuronale legato alle dimensioni del cervello in proporzione alle dimensioni corporee. Questo, unito ad un crescente consumo di proteine animali, documentatamente ascritto alla separazione Homo-Australopithecus, o H. habilis-H. erectus, avrebbe costituito un potente impulso evolutivo.

### Nell'uomo moderno
L'alimentazione è un processo multifasico che dipende dall'integrità delle funzioni preposte, quali l'introduzione del cibo nella cavità orale, la masticazione, la deglutizione, la digestione, il transito intestinale, l'assorbimento e il metabolismo dei nutrienti.

L'alimentazione dell'umano corrisponde al consumo consapevole di alimenti e bevande; è influenzata da fattori biologici, relazionali, psicologici, sensoriali o socio culturali.

### Alimentazione artificiale e assistita
In alcuni periodi della vita come da neonato o anziano, nonché per alcune patologie, un organismo può non riuscire ad alimentarsi autonomamente, ma necessita di assistenza: si parla di «Alimentazione assistita».
Quando l'organismo viene nutrito per vie che aggirano la modalità naturale, si attua una «alimentazione artificiale» o «nutrizione artificiale» (dove, più propriamente, si intende "nutrizione per via artificiale"). Le scienze mediche (umane e veterinarie) si occupano delle modalità di somministrazione per vie artificiali in caso di patologie coinvolgenti gli apparati interessati all'introduzione del cibo.

## L'alimentazione in altri eucarioti e nei procarioti
Come già descritto, i termini alimentazione e nutrizione sono a volte utilizzati come sinonimi: è stato usato il termine "alimentazione" riguardo a protisti come gli eliozoi, o ad organismi procarioti, per le cui caratteristiche, secondo altre definizioni, le due voci non dovrebbero coincidere.

## Disturbi della nutrizione e dell'alimentazione (DNA)
I disturbi della nutrizione e dell'alimentazione (DNA) sono patologie complesse caratterizzate da un disfunzionale comportamento alimentare, da un'eccessiva preoccupazione per il cibo o da una percezione alterata dell'immagine corporea. Lo stato di salute fisica è quasi sempre compromesso a causa delle scorrette condotte alimentari (per esempio: restrizione alimentare, consumo eccessivo di cibo con perdita di controllo, condotte di eliminazione e/o compensatorie) che comportano alterazioni dello stato nutrizionale.
Le categorie diagnostiche, secondo il Manuale diagnostico e statistico dei disturbi mentali del 2013 (DSM-5), sono le seguenti:
- pica;
- disturbo di ruminazione;
- disturbo da evitamento/restrizione dell'assunzione di cibo;
- anoressia nervosa;
- bulimia nervosa;
- disturbo da alimentazione incontrollata;
- disturbo della nutrizione o dell'alimentazione con specificazione;
- disturbo della nutrizione o dell'alimentazione senza specificazione.